# Mittlerer Maurerkeeskopf
Der Mittlere Maurerkeeskopf (3283 m ü. A.) ist ein Berggipfel des Tauernhauptkamms in der Venedigergruppe an der Landesgrenze zwischen Tirol (Bezirk Lienz) und Salzburg (Bezirk Zell am See) bzw. an der Gemeindegrenze zwischen Prägraten am Großvenediger und Neukirchen am Großvenediger. Die Erstbesteigung ist nicht überliefert, die 2. Ersteigung wurde von Ludwig Purtscheller mit J. Grill sen. am 20. Juli 1881 als Gratübergang vom Hinteren Maurerkeeskopf vorgenommen.

## Lage
Der Mittlere Maurerkeeskopf liegt zwischen dem Vorderen Maurerkeeskopf (3325 m ü. A.) im Südwesten und dem Hinteren Maurerkeeskopf (3311 m ü. A.) im Nordosten am sogenannten Maurerkeeskopfgrat. Zum Hauptgipfel (Nordostgipfel) des Mittleren Maurerkeeskopf reicht im Osten das Maurerkees bis zum Gipfelgrat, am Südwestgipfel (3215 m ü. A.) stoßen das Maurerkees mit dem westlich gelegenen Krimmler Kees zusammen. Östlich des Mittleren Maurerkeeskopf liegt das Maurertal, nordwestlich das Krimmler Achental.

## Aufstiegsmöglichkeiten
Der Mittlere Maurerkeeskopf ist ein wenig besuchtes Einzelziel, das meist im Zuge einer Überschreitung des Maurerkeeskopfgrats vom Hinteren Maurerkeeskopf bestiegen wird. Hierbei folgt man von der Essener-Rostocker Hütte zunächst auf markiertem Weg dem Maurerbach und steigt danach über die vergletscherte Südostflanke zum Hinteren Maurerkeeskopf auf (II). Danach folgt der Übergang zum Mittleren Maurerkeeskopf entlang des Firnsattels (II). Der Normalweg auf den Mittleren Maurerkeeskopf verläuft von der Warnsdorfer Hütte über den Westrücken (II) zum Südostgipfel und danach am Firngrat zum Hauptgipfel.